# Ligne Karasuma
La ligne Karasuma (烏丸線, Karasuma-sen) est une ligne du métro de Kyoto, au Japon. Elle relie la station de Kokusaikaikan à celle de Takeda. Longue de 13,7 km, elle traverse Kyoto de nord au sud en passant par les arrondissements de Sakyō, Kita, Kamigyō, Nakagyō, Shimogyō, Minami et Fushimi. Sur les cartes, sa couleur est verte et est identifiée avec la lettre K.

## Histoire
La ligne Karasuma est inaugurée le 29 mai 1981 entre Kitaōji et la gare de Kyoto. Le 11 juin 1988, la ligne est prolongée au sud à Takeda. La ligne est ensuite prolongée vers le nord : à Kitayama le 24 octobre 1990, puis à Kokusaikaikan le 3 juin 1997.

## Caractéristiques techniques
- Écartement : 1 435 mm
- Alimentation : 1 500 V par caténaire
- Vitesse maximale : 75 km/h

## Interconnexion
À Takeda, la ligne est interconnectée avec la ligne Kintetsu Kyoto pour des services jusqu'à la gare de Kintetsu Nara.

## Stations
La ligne Karasuma comporte 15 stations, identifiées de K01 à K15.
| Numéro | Station       | Nom japonais | Distance (km) | Correspondances                                                                                 | Arrondissement |
| ------ | ------------- | ------------ | ------------- | ----------------------------------------------------------------------------------------------- | -------------- |
| K01    | Kokusaikaikan | 国際会館     | 0             | Eiden : Kurama (à Iwakura)                                                                      | Sakyō          |
| K02    | Matsugasaki   | 松ヶ崎       | 1,6           |                                                                                                 | Sakyō          |
| K03    | Kitayama      | 北山         | 2,6           |                                                                                                 | Kita           |
| K04    | Kitaōji       | 北大路       | 3,8           |                                                                                                 | Kita           |
| K05    | Kuramaguchi   | 鞍馬口       | 4,6           |                                                                                                 | Kamigyō        |
| K06    | Imadegawa     | 今出川       | 5,4           |                                                                                                 | Kamigyō        |
| K07    | Marutamachi   | 丸太町       | 6,9           |                                                                                                 | Nakagyō        |
| K08    | Karasuma-Oike | 烏丸御池     | 7,6           | Métro de Kyoto : Tōzai                                                                          | Nakagyō        |
| K09    | Shijō         | 四条         | 8,5           | Hankyu : Kyoto (à Karasuma)                                                                     | Shimogyō       |
| K10    | Gojō          | 五条         | 9,3           |                                                                                                 | Shimogyō       |
| K11    | Kyoto         | 京都         | 10,3          | JR Central : Shinkansen Tōkaidō JR West : JR Kyoto, Biwako, Kosei, Sanin, Nara Kintetsu : Kyoto | Shimogyō       |
| K12    | Kujō          | 九条         | 11,1          |                                                                                                 | Minami         |
| K13    | Jūjō          | 十条         | 11,8          |                                                                                                 | Minami         |
| K14    | Kuinabashi    | くいな橋     | 13,0          |                                                                                                 | Fushimi        |
| K15    | Takeda        | 竹田         | 13,7          | Kintetsu : Kyoto (interconnexion)                                                               | Fushimi        |

## Matériel roulant
La ligne Karasuma est parcourue par les modèles suivants :

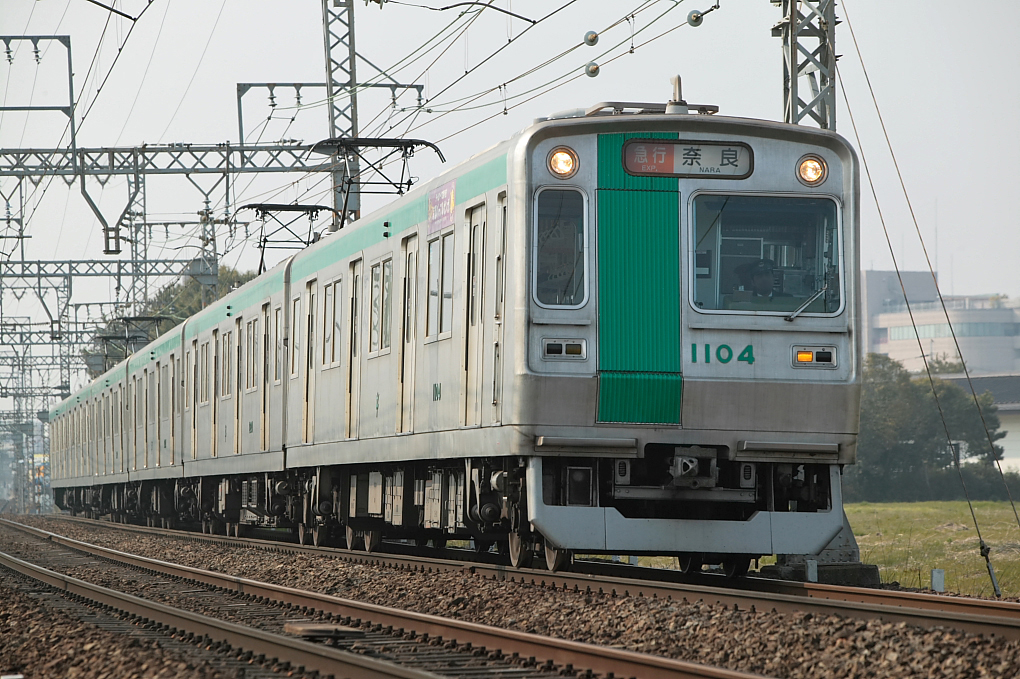
Série 10
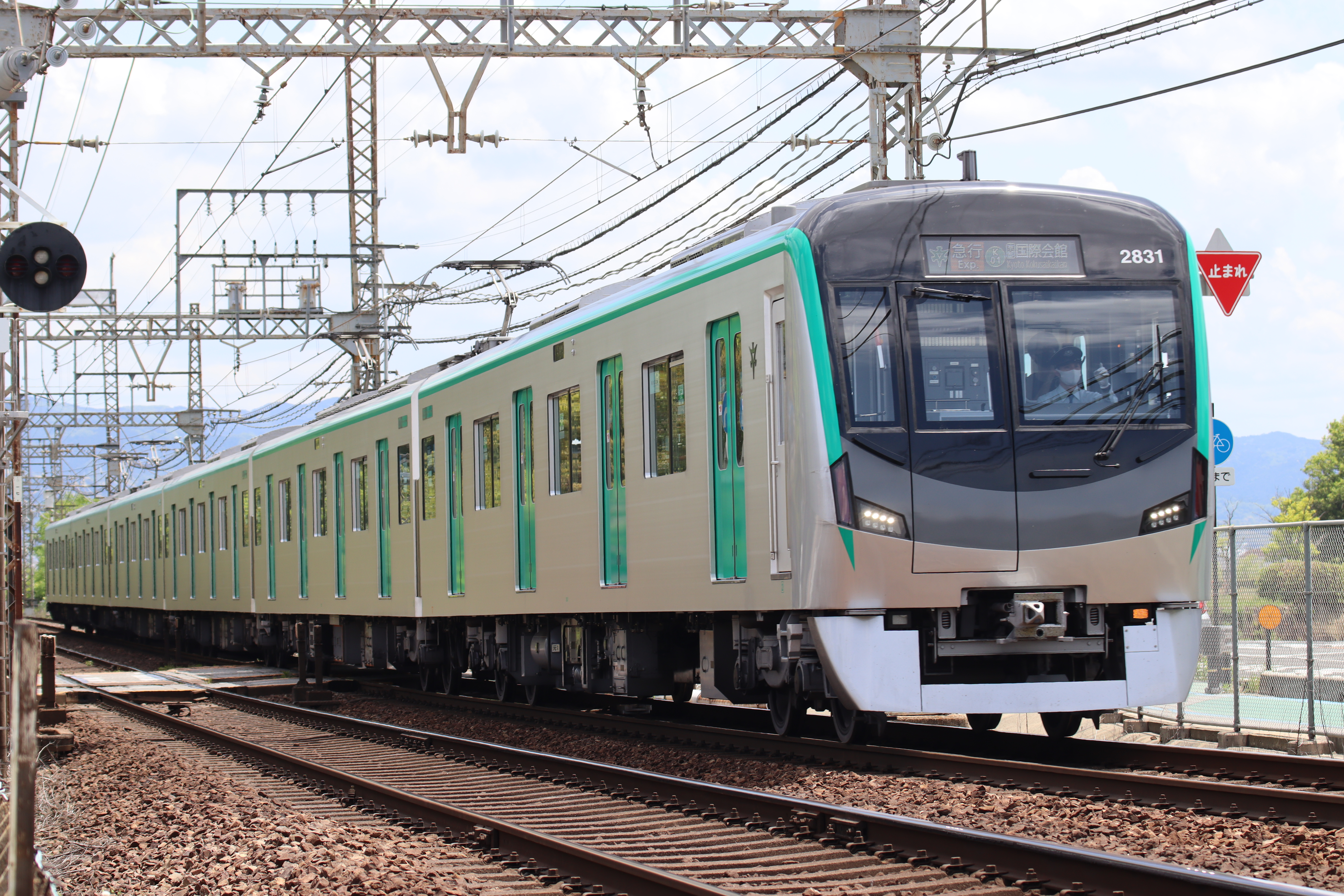
Série 20
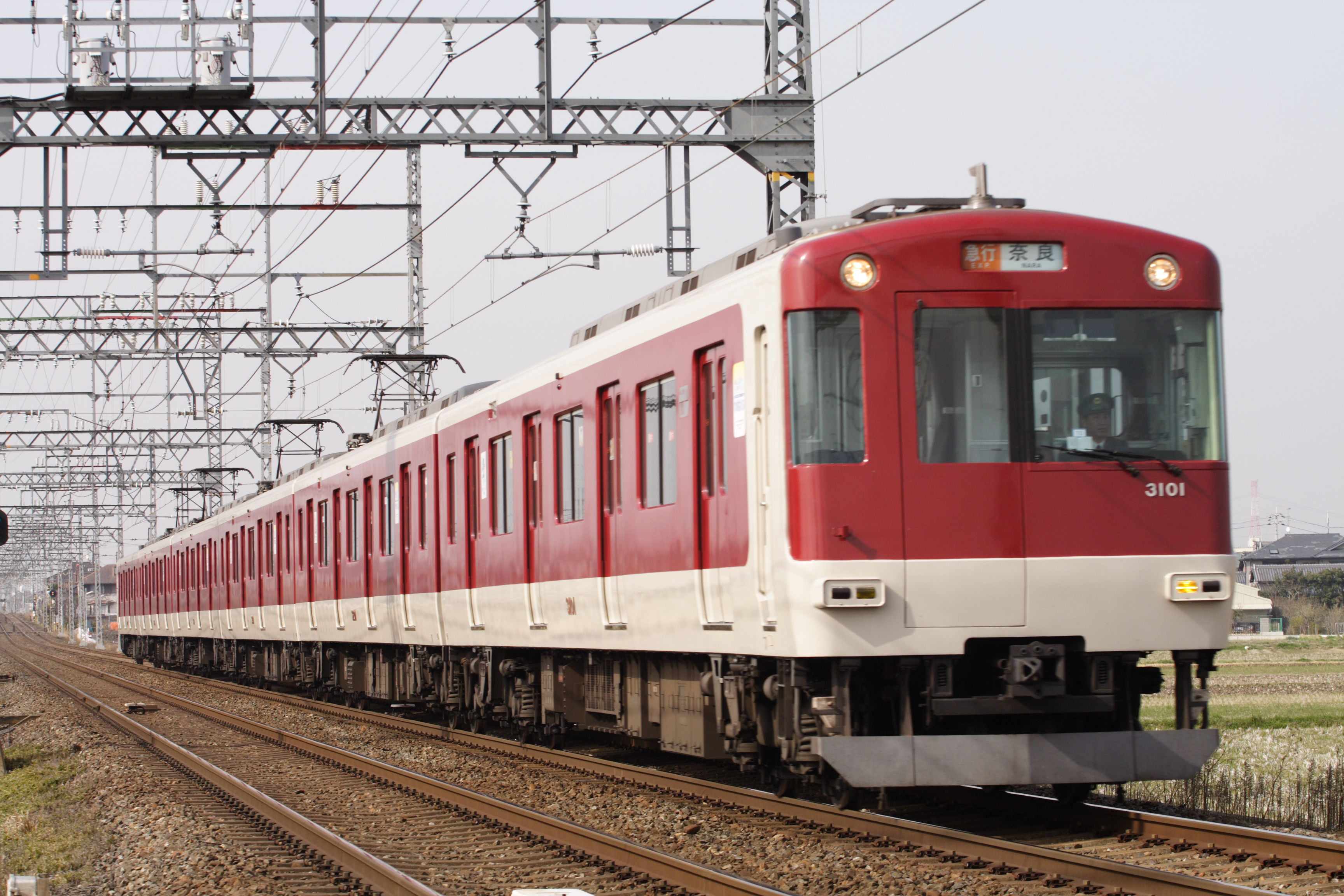
Kintetsu série 3200
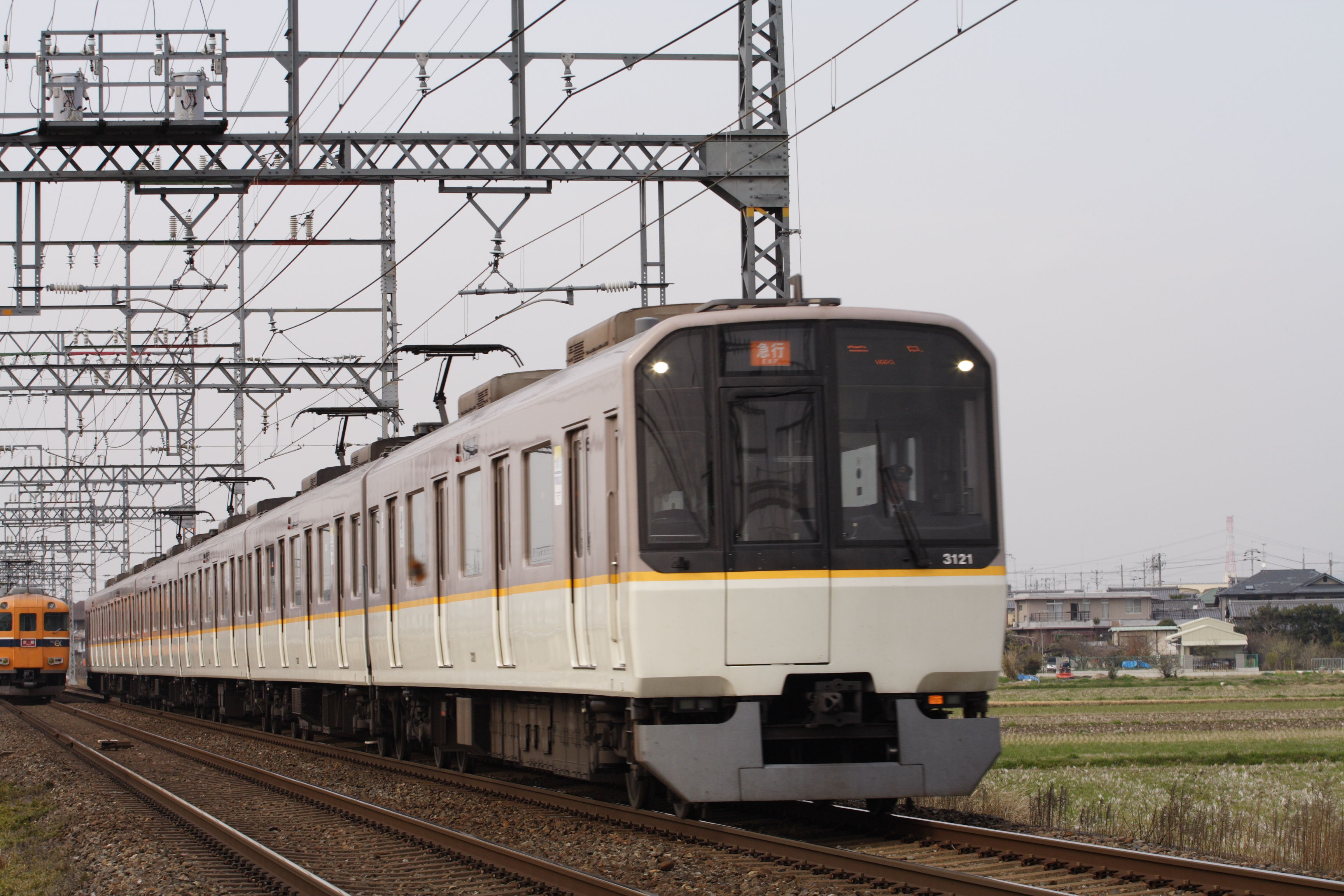
Kintetsu série 3220